# ウクライナ国立貯蓄銀行

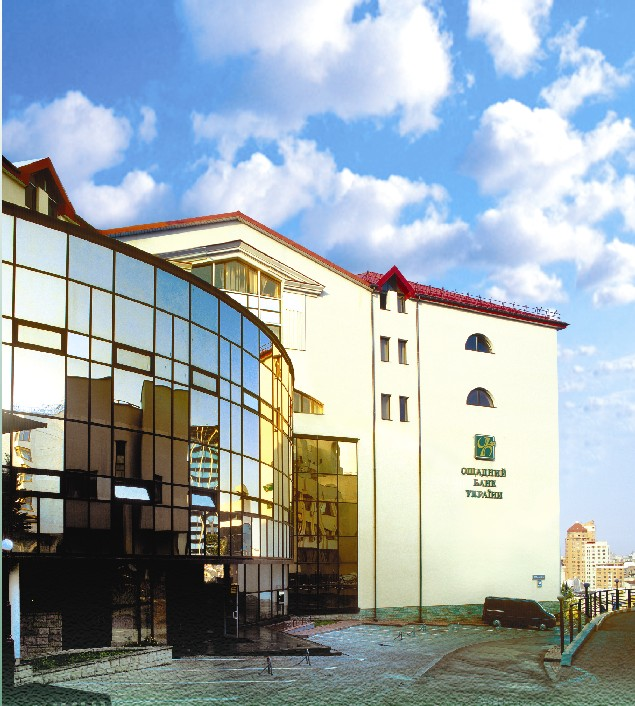
ウクライナ国立貯蓄銀行（在キーウ、2012年）

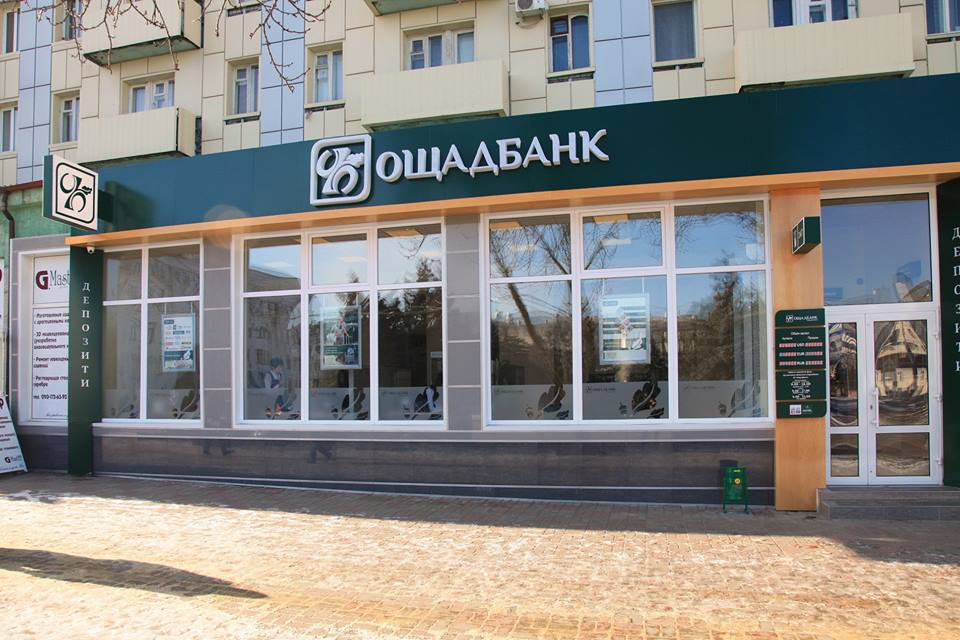
ウクライナ国立貯蓄銀行のある支店（在ルハーンシク、2014年）

ウクライナ国立貯蓄銀行（ウクライナこくりつちょちくぎんこう、ウクライナ語: Ощадбанк=オシチャドバンク、英語: State Savings Bank of Ukraine）は、ウクライナの首都キーウに拠点を置く公的株式会社である。1999年5月に、ウクライナ政府の政令により、その前身であるウクライナ国立特別商業貯蓄銀行（ソ連時代のスベルバンクのウクライナ資産の受け皿）が株式会社に転換されて設立された。
ウクライナ国立貯蓄銀行は、ウクライナ最大の金融機関の1つであり、2015年以降ウクライナ国立銀行によって毎年指名されている3つの最重要銀行の1つである（他はウクライナ輸出入銀行およびプリヴァトバンク）。
2016年末までに、当銀行は全国に3,650の支店と2,850のATMを持ち、年金の支払い、社会的援助、公共料金の支払いの処理、その他の銀行取引などのさまざまな業務に携わっている。プリヴァトバンクと共に、銀行が万一企業清算の際にも、他の銀行の合計200,000フリヴニャと比較して、顧客の預金が州法によって完全に保証されている2つのウクライナの銀行の内の1つである。

## 参照項目
- ウクライナの金融業
- ウクライナの15大商業銀行 (15 Largest Commercial Banks in Ukraine)
- ロシア貯蓄銀行（スベルバンク）